# Cristóbal Pérez
Cristóbal Pérez (nascido em 23 de agosto de 1952) é um ex-ciclista colombiano. Representou seu país, Colômbia, no ciclismo nos Jogos Olímpicos de Verão de 1976.